# Pusiola tocha
Pusiola tocha là một loài bướm đêm thuộc phân họ Arctiinae, họ Erebidae.